# Chesterton (Oxfordshire)
Pour les articles homonymes, voir Chesterton.
Chesterton est une paroisse civile et un village de l'Oxfordshire, en Angleterre.